# Préfecture de Lille
La préfecture de Lille est à la fois une préfecture régionale et départementale (le préfet est préfet du Nord et préfet de Région Hauts-de-France).
Ce site est desservi par la station de métro République - Beaux-Arts.

## Histoire

### Les premières implantations
Lors du transfert du chef-lieu du département du Nord de Douai à Lille en 1803, la préfecture s'établit dans un hôtel particulier de la rue Française (actuelle rue Négrier) qui était sous l'ancien régime jusqu'en 1787 l'hôtel de l'intendance, face à la rue des écoles ou du Glen qui prend le nom de rue de la Préfecture, actuelle rue Pharaon-de-Winter. Les archives du département sont installés dans l'hôtel du Lombard. En 1825, la préfecture est transférée dans l'hôtel de Wambrechies rue Royale.

### Le bâtiment actuel

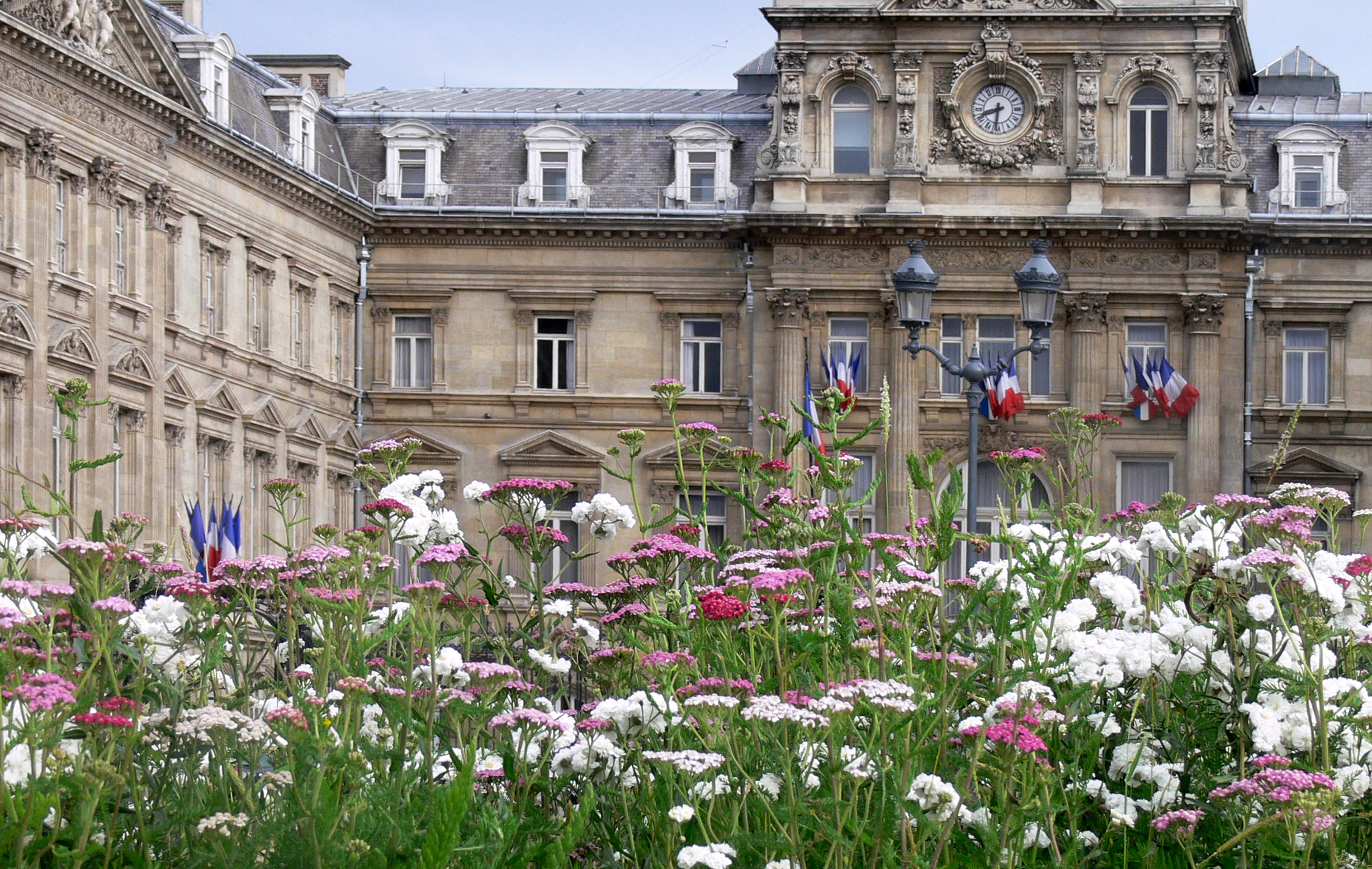
Préfecture de Lille

La préfecture est construite en pierre calcaire dure de 1865 à 1905. Son emplacement a été choisi à la jonction de l'ancienne ville de Lille et des nouveaux quartiers annexés en 1858. Il y avait autrefois sur ce site des fortifications (déjà détruites en 1865). Érigée sur un terrain offert par la ville, elle fait face au Palais des beaux-arts de Lille qui sera construit vingt ans plus tard.
Le plan sélectionné est issu d'un concours gagné en 1865 par l'architecte départemental Charles Marteau. La construction des bâtiments s'achève en 1874 et les frontons sont alors sculptés par Félix Huidiez. Les jardins sont dans le même temps conçus et réalisés par Georges Aumont, architecte paysagiste de jardins publics à Lille et Roubaix. En 1905, quelques modifications et aménagements sont apportés par l'architecte départemental Léonce Hainez.

## Structure architecturale

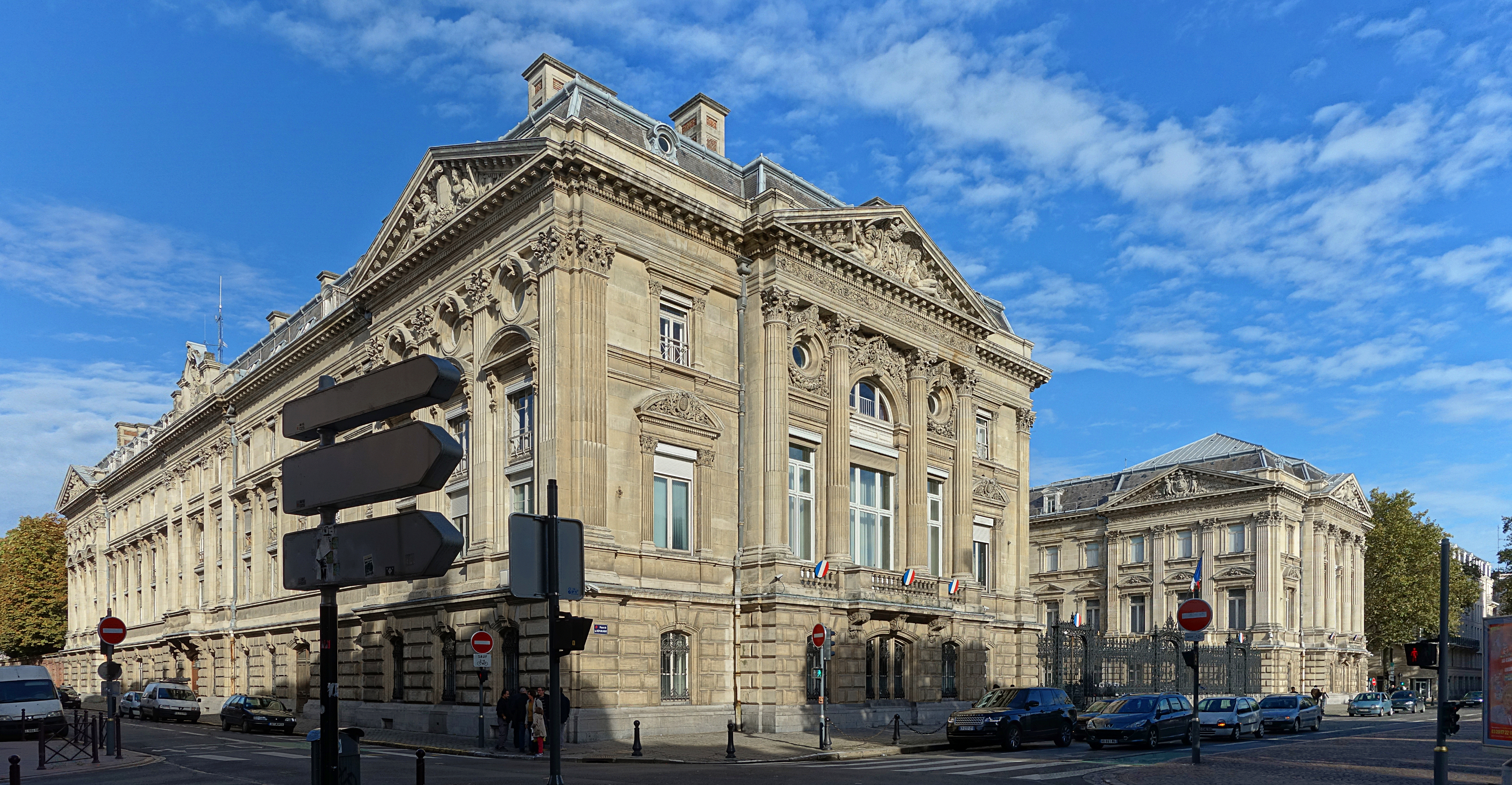
Vue de l'aile sud

Les locaux sont classiquement agencés en un « plan en H » dans une disposition entre cour (côté Place de la République) et jardin. Le jardin - à l'arrière - est enclos d'un haut mur de briques à chaînage de pierre. L'aile nord abritait les appartements préfectoraux et donnait sur deux cours intérieures. 
Le corps central est couvert en pavillon, et les ailes nord et sud sont à longs pans d'ardoise à faîtière de zinc ou plomb.

## Fonctions
Le projet initial prévoyait déjà un bâtiment à usages mixtes :
- logement du préfet et de sa famille
- salles pouvant accueillir les invités de marque
- salles de réunion et de travail
- bureaux des services préfectoraux (dont secrétaire général, principaux membres du cabinet..)
- bureaux des services départementaux du Département du Nord (En 1905 Léonce Hainez ajoute un hémicycle pour les élus départementaux).
- salle des fêtes donnant sur un jardin d'agrément, initialement dessiné et aménagé par l'Agence de Georges Aumont primée (médaille d'or) à l'Exposition universelle de 1855. On y accède aussi par un escalier droit maçonné à partir du salon d'honneur.

## Organisation territoriale de la Préfecture de Lille (Préfecture du Nord - Préfecture des Hauts-de-France)
| Fonction occupée                                                                                       | Nom et Prénom                                    |
| --- | ------------------------------------------------ |
| Préfet du Nord, Préfet de la région Hauts-de-France, Préfet de la zone de défense et de sécurité Nord. | Georges-François Leclerc (depuis le 19/07/2021)  |
| Les préfets délégués                                                                                   |                                                  |
| Préfet délégué pour la zone de défense et la sécurité                                                  | Louis-Xavier Thirode (Depuis le 07/03/2022)      |
| Préfète déléguée à l'Égalité des chances                                                               | Virginie Lasserre(Depuis le "date inconnue")     |
| La Secrétaire générale et son adjointe                                                                 |                                                  |
| Secrétaire générale de la Préfecture du Nord                                                           | Fabienne Decottignies(Depuis le ../06/2022)      |
| Secrétaire générale adjointe de la Préfecture du Nord                                                  | Amélie Puccilenni(Depuis le ../09/2021)          |
| Le secrétaire général délégué (pour les affaires régionales)                                           |                                                  |
| Secrétaire général pour les affaires régionales                                                        | Jean-Gabriel Delacroy(Depuis le "date inconnue") |
| Le directeur de cabinet                                                                                |                                                  |
| Directeur de cabinet                                                                                   | Christophe Borgus(Depuis le ../01/2023)          |
| Les sous-préfets                                                                                       |                                                  |
| |                                                  |